# Schifflände (Basel)

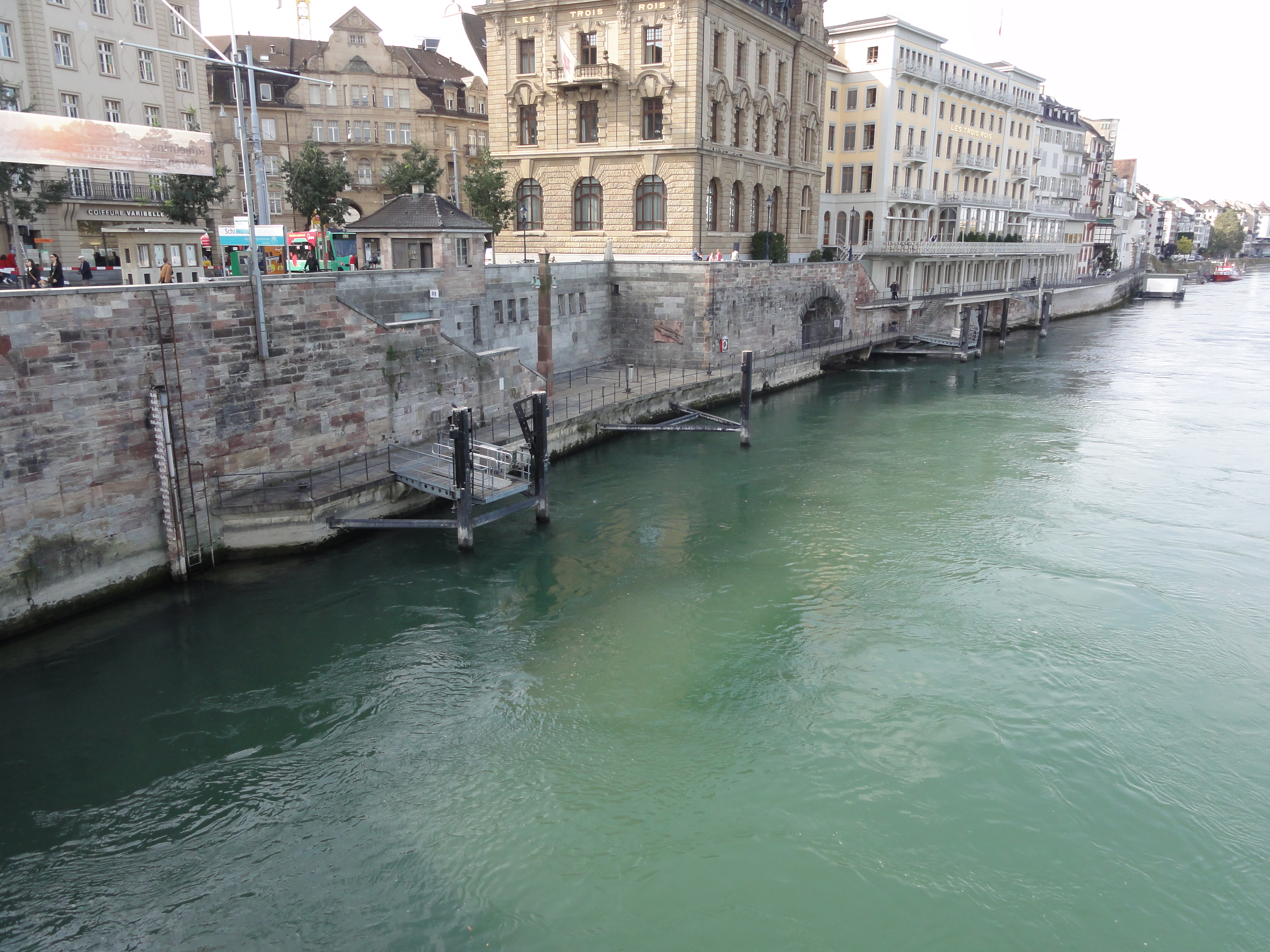
Schifflände (Übersicht)

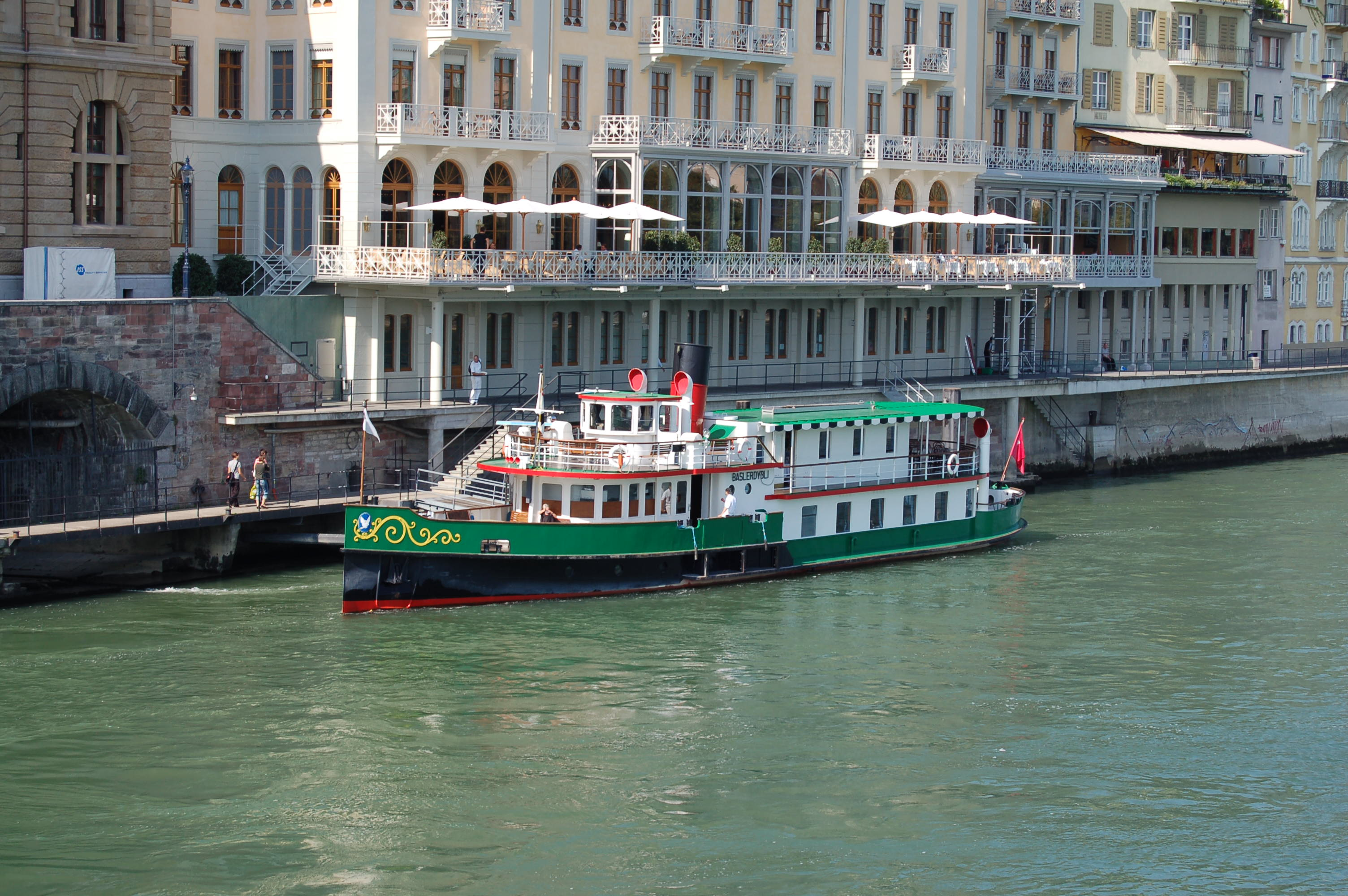
Das Ausflugsboot Baslerdybli an der Schifflände. Im Hintergrund das Hotel Les Trois Rois.

Die Schifflände ist die älteste Hafenanlage der Stadt Basel und ein Platz in der Grossbasler Altstadt. Die 1354 gegründete Zunft zu Schiffsleuten hatte dort ihren Sitz. Der Platz liegt links des Rheins bei der Mittleren Brücke. Dort stand das Rheintor als Teil der Basler Stadtmauer, das wahrscheinlich 1225/26 im Auftrag des Bischofs Heinrich von Thun erstellt wurde. Nach einer Abstimmung im Grossen Rat wurde das Tor anlässlich des Abbaus der Stadtmauer im Februar 1839 abgerissen, es hatte sich zuletzt als Verkehrshindernis erwiesen.
Bei der Schifflände stehen heute das Hotel Les Trois Rois und eine Station der Basler Personenschifffahrts-Gesellschaft. Seit dem 6. Mai 1895 wird der Platz von den Basler Verkehrs-Betrieben (BVB) bedient. Die Tram- und Bushaltestelle «Schifflände» ist ein Knotenpunkt des Liniennetzes der BVB und ist auch auf die Eisengasse, die Marktgasse und die Spiegelgasse verteilt.

## Tramlinien
- 6: nach Allschwil und Riehen Grenze
- 8: nach Neuweilerstrasse und Kleinhüningen bzw. Weil am Rhein
- 11: nach Aesch und St. Louis Grenze
- 14: nach Pratteln und Dreirosenbrücke
- 15: nach Bruderholz
- 16: nach Bruderholz
- 17: nach Ettingen und Wiesenplatz

Siehe auch: Basler Tramlinien

## Buslinien
- 31: nach Hörnli–Habermatten
- 33: nach Schönenbuch
- 34: nach Bottmingen und Habermatten oder Riehen Bahnhof
- 36: nach Kannenfeldplatz–Neubad–St. Jakob–Badischer Bahnhof–Kleinhüningen
- 38: nach Grenzach-Wyhlen und Bachgraben–Allschwil
- Buslinien nach Frankreich